# Liste des gouverneurs de Virginie-Occidentale
Cet article dresse une liste des gouverneurs de l'État américain de Virginie-Occidentale.

## Système électoral
Le gouverneur de Virginie-Occidentale est élu pour un mandat de quatre ans au scrutin uninominal majoritaire à un tour. Le nombre de mandats n'est pas limité mais nul ne peut en exercer plus de deux consécutifs.

## Liste
| No  | Nom                     | Affiliation politique     | Affiliation politique | Mandat      |
| --- | ----------------------- | ------------------------- | --------------------- | ----------- |
| 1   | Arthur I. Boreman       |                           | républicain           | 1863–1869   |
| 2   | Daniel D. T. Farnsworth |                           | républicain           | 1869–1869   |
| 3   | William E. Stevenson    |                           | républicain           | 1869–1871   |
| 4   | John J. Jacob           |                           | démocrate             | 1871–1877   |
| 5   | Henry M. Mathews        |                           | démocrate             | 1877–1881   |
| 6   | Jacob B. Jackson        |                           | démocrate             | 1881–1885   |
| 7   | Emanuel Willis Wilson   |                           | démocrate             | 1885–1890   |
| 8   | Aretas B. Fleming       |                           | démocrate             | 1890–1893   |
| 9   | William A. MacCorkle    |                           | démocrate             | 1893–1897   |
| 10  | George W. Atkinson      |                           | républicain           | 1897–1901   |
| 11  | Albert B. White         |                           | républicain           | 1901–1905   |
| 12  | William M. O. Dawson    |                           | républicain           | 1905–1909   |
| 13  | William E. Glasscock    |                           | républicain           | 1909–1913   |
| 14  | Henry D. Hatfield       |                           | républicain           | 1913–1917   |
| 15  | John J. Cornwell        |                           | démocrate             | 1917–1921   |
| 16  | Ephraim F. Morgan       |                           | républicain           | 1921–1925   |
| 17  | Howard M. Gore          |                           | républicain           | 1925–1929   |
| 18  | William G. Conley       |                           | républicain           | 1929–1933   |
| 19  | Herman G. Kump          |                           | démocrate             | 1933–1937   |
| 20  | Homer A. Holt           |                           | démocrate             | 1937–1941   |
| 21  | Matthew M. Neely        |                           | démocrate             | 1941–1945   |
| 22  | Clarence W. Meadows     |                           | démocrate             | 1945–1949   |
| 23. | Okey L. Patteson        |                           | démocrate             | 1949–1953   |
| 24  | William C. Marland      |                           | démocrate             | 1953–1957   |
| 25  | Cecil H. Underwood      |                           | républicain           | 1957–1961   |
| 26  | William Wallace Barron  |                           | démocrate             | 1961–1965   |
| 27  | Hulett C. Smith         |                           | démocrate             | 1965–1969   |
| 28  | Arch A. Moore, Jr.      |                           | républicain           | 1969–1977   |
| 29  | John D. Rockefeller, IV |                           | démocrate             | 1977–1985   |
| 30  | Arch A. Moore, Jr.      |                           | républicain           | 1985–1989   |
| 31  | Gaston Caperton         |                           | démocrate             | 1989–1997   |
| 32  | Cecil H. Underwood      |                           | républicain           | 1997–2001   |
| 33  | Bob Wise                |                           | démocrate             | 2001–2005   |
| 34  | Joe Manchin             |                           | démocrate             | 2005—2010   |
| 35  | Earl Ray Tomblin        |                           | démocrate             | 2010–2017   |
| 36  | Jim Justice             |                           | démocrate (2017)      | 2017-2025   |
| 36  | Jim Justice             | républicain (depuis 2017) |                       | 2017-2025   |
| 37  | Patrick Morrisey        |                           | républicain           | depuis 2025 |